# Queensland Darts Masters
| Queensland Darts Masters | Queensland Darts Masters                                 |
| ------------------------ | -------------------------------------------------------- |
| Sportart                 | Darts                                                    |
| Organisator              | PDC                                                      |
| Turnierart               | Einladungsturnier                                        |
| Austragungsort           | Townsville Entertainment & Convention Centre, Townsville |
| Austragungszeitraum      | August                                                   |
| Rekordsieger             | Michael van Gerwen (1×)                                  |
| amtierender Sieger       | Michael van Gerwen                                       |
| Letzte Austragung        | 2022                                                     |

Das Queensland Darts Masters war ein Dartturnier, das von der Professional Darts Corporation (PDC) im Rahmen der World Series of Darts veranstaltet wurde. Der Wettbewerb wurde 2022 zum ersten und bisher einzigen Mal in Townsville ausgetragen.

## Historie
Die World Series of Darts wird seit ihrer Erstaustragung im Jahr 2013 auch in Australien ausgetragen. Dabei gab es von 2018 bis 2019 mit den Brisbane Darts Masters auch bereits ein Turnier im Bundesstaat Queensland statt.
Am 24. Februar 2020 wurde verkündet, dass mit dem neu geschaffenen Queensland Darts Masters erstmals ein Turnier in Townsville ausgetragen werden soll. Als erster Austragungszeitraum war dabei der 28. bis 29. August 2020 geplant. Am 11. März 2020 begann dann auch der Ticketverkauf, bevor dann am 8. April 2020 bekanntgegeben wurde, dass alle australischen World Series-Turniere aufgrund der grassierenden COVID-19-Pandemie auf 2021 verschoben werden. Als neuer Austragungszeitraum war dabei der 13. und 14. August 2021 vorgesehen.
Am 7. April 2021 wurde dann seitens der PDC verkündet, dass auch in diesem Jahr keine World Series-Turniere in Ozeanien stattfinden werden. Das Queensland Darts Masters wurde in dieser Mitteilung auf den 12. und 13. August 2022 verschoben. Hierfür startete am 5. April 2022 auch schließlich der Ticketverkauf.
Erster Sieger des Turniers wurde schließlich der Niederländer Michael van Gerwen.
Am 26. September 2022 verkündete die PDC ihre Pläne für die kommende Word Series-Saison. Dabei tauchte das Queensland Darts Masters nicht auf.

## Format
An dem Turnier nahmen insgesamt 16 Spieler teil. Dazu zählten die Top 4 der PDC Order of Merit, vier Wildcard-Spieler und 8 lokale Qualifikanten.
Das Turnier wurde im K.-o.-System gespielt. In der ersten Runde und im Viertelfinale war der Spielmodus ein best of 11 legs, im Halbfinale wurde best of 13 legs gespielt. Das Finale wurde im best of 15 legs-Modus gespielt.

## Preisgeld
Bei dem Turnier wurden insgesamt £ 60.000 an Preisgeldern ausgeschüttet. Das Preisgeld verteilte sich unter den Teilnehmern wie folgt:
| Position (Anzahl der Spieler) | Position (Anzahl der Spieler) | Preisgeld |
| ----------------------------- | ----------------------------- | --------- |
| Gewinner                      | (1)                           | £ 20.000  |
| Finalist                      | (1)                           | £ 10.000  |
| Halbfinalisten                | (2)                           | £ 5.000   |
| Viertelfinalisten             | (4)                           | £ 2.500   |
| Achtelfinalisten              | (8)                           | £ 1.250   |
|                               |                               |           |
|                               |                               | £ 60.000  |

Da es sich um ein Einladungsturnier handelt, wurden die erspielten Preisgelder bei der Berechnung der PDC Order of Merit nicht berücksichtigt.

## Finalergebnisse
| Jahr | Austragungsort                                           | Sieger                               | Ergebnis                             | Finalist                             | Sponsor                              | Preisgeld                            | Preisgeld                            |
| Jahr | Austragungsort                                           | Sieger                               | Ergebnis                             | Finalist                             | Sponsor                              | Gesamt                               | Sieger                               |
| ---- | -------------------------------------------------------- | ------------------------------------ | ------------------------------------ | ------------------------------------ | ------------------------------------ | ------------------------------------ | ------------------------------------ |
| 2020 | Townsville Entertainment & Convention Centre, Townsville | Abgesagt wegen der COVID-19-Pandemie | Abgesagt wegen der COVID-19-Pandemie | Abgesagt wegen der COVID-19-Pandemie | Abgesagt wegen der COVID-19-Pandemie | Abgesagt wegen der COVID-19-Pandemie | Abgesagt wegen der COVID-19-Pandemie |
| 2021 | Townsville Entertainment & Convention Centre, Townsville | Abgesagt wegen der COVID-19-Pandemie | Abgesagt wegen der COVID-19-Pandemie | Abgesagt wegen der COVID-19-Pandemie | Abgesagt wegen der COVID-19-Pandemie | Abgesagt wegen der COVID-19-Pandemie | Abgesagt wegen der COVID-19-Pandemie |
| 2022 | Townsville Entertainment & Convention Centre, Townsville | Michael van Gerwen                   | 8 : 5                                | Gerwyn Price                         | PalmerBet                            | £60.000                              | £20.000                              |